# Le Messie de Dune
Le Messie de Dune est un roman de science-fiction de Frank Herbert, second tome du cycle de Dune et qui fait suite au roman Dune.

## Résumé
Paul Atréides a triomphé de ses ennemis. En douze ans d'une guerre galactique sanglante, ses légions fremen ont conquis l’univers en écrasant toute résistance. Partout flotte la bannière verte et noire de la Maison Atréides. Il est devenu l’Empereur Muad'Dib, souverain incontesté et presque un « dieu vivant », et il voit l’avenir.
Ses ennemis, il les devine : la Guilde spatiale (avec le navigateur Edric), le Bene Gesserit (avec la Révérende Mère Gaius Helen Mohiam), l’ancienne Maison Impériale Corrino  (avec la princesse Irulan) et enfin le Bene Tleilax (avec le Danseur-Visage Scytale). Il sait quand et comment ils frapperont. Ils vont essayer de lui reprendre l’Épice qui donne la prescience et chercheront à le transformer en un pantin obéissant à leurs moindres volontés, quitte à menacer la vie d'êtres chers à Paul.
Leurs machinations sont multiples : ils tentent d’exploiter la nostalgie de certains des Feydakins pour l'ordre ancien, ils envoient Scytale ainsi que Bijaz, le nain facétieux, pour espionner et préparer une attaque, et ils osent même ramener d’entre les morts le fidèle serviteur des Atréides, Duncan Idaho — sous la forme du ghola Hayt, conditionné dans un but précis —, pour l'offrir subtilement à Paul en un cadeau irrésistible, mais empoisonné. La princesse Irulan, épouse consort de Paul, participe à la conspiration et suit ses propres plans, tentant d’empêcher Chani, la concubine de Paul de tomber enceinte et, ainsi, de donner l'héritier de la Maison Impériale des Atréides que Paul espère de ses vœux.
Paul sait que tous les futurs possibles mènent au désastre et il est hanté par la vision de sa propre mort ainsi que celles de ses proches. Et s’il n’avait le choix qu’entre plusieurs formes de suicide ? S’il ruinait son œuvre en combattant à nouveau ses ennemis ? Peut-être n’y a-t-il pour le prescient pas d’autre liberté que celle du sacrifice… Alors que Chani tombe finalement enceinte des jumeaux Leto — qui porte le nom de son grand-père — et Ghanima, Paul doit-il se sacrifier pour eux ? Doit-il suivre le Sentier d'Or qui s’impose à sa vision presciente, malgré sa réticence, pour sauver l'humanité ?
Finalement, à la suite d'un attentat qui lui a coûté ses yeux (que Paul remplacera avec sa vision liée à son pouvoir de prescience), Paul Muad'Dib s'efface peu après la naissance de ses deux enfants et la mort de Chani, puis disparaît dans le désert profond d'Arrakis, laissant la garde de ses héritiers à Stilgar au Sietch Tabr, où ils sont nés, et devient ainsi un mythe vivant pour les Fremen et l'ensemble des habitants de l'empire.

## Personnages
Maison Atréides
- L'empereur Paul « Muad'Dib » Atréides, le régent de l'univers connu (l'Imperium) et personnage principal du roman.
- Alia Atréides, dite « Sainte Alia du couteau », la jeune sœur de Paul, à cette époque une jeune femme sortant de l'adolescence.
- Hayt, un ghola (clone) du Bene Tleilax offert à Paul par la Guilde spatiale, créé à partir des gènes du soldat Duncan Idaho de la Maison Atréides.
- Leto II et Ghanima Atréides, les enfants de Paul et Chani, des nouveau-nés à la fin du roman.

Fremen
- Chani, la concubine Fremen de Paul, mère de leurs deux enfants, Leto II et Ghanima.
- Stilgar, le naib (chef tribal) fremen du Sietch Tabr, également le premier conseiller de l’empereur Paul Muad'Dib.
- Korba, le panégyriste officiel de l'empereur, chef de la Qizarate (l'organisation religieuse liée à Muad'Dib).
- Bannerjee, un officier de sécurité de l'empereur dans son palais à Arrakeen.
- Farok, un ancien compagnon de Paul (Fedaykin) dans les années avant son accession au trône.
- Otheym, un ancien compagnon de Paul (Fedaykin) dans les années avant son accession au trône.
- Lichna, la fille de Otheym.

Conspirateurs
- Edric, un navigateur de la Guilde spatiale.
- Scytale, un Danseur-Visage du Bene Tleilax.
- La Révérende Mère Gaius Helen Mohiam, une intrigante de haut rang du Bene Gesserit.
- La princesse Irulan, l'épouse consort de l'empereur Paul Muad'Dib.
- Bijaz, un nain ghola, créé par les Tleilaxu (Bene Tleilax).

## Place dans le cycle de Dune
- Dune
- Le Messie de Dune
- Les Enfants de Dune
- L'Empereur-Dieu de Dune
- Les Hérétiques de Dune
- La Maison des mères

## Adaptations
- Dans la mini-série télévisée Les Enfants de Dune (2003).
- Après la sortie des deux premiers volets du film Dune, sortis respectivement en 2021 et en 2024, le réalisateur Denis Villeneuve prévoit la réalisation du troisième volet, cette fois-ci adapté du Messie de Dune. Le tournage commence officiellement en juillet 2025 pour une sortie prévue en décembre 2026 et se nommera Dune : Troisième Partie[1].